# Sławieczna (stacja kolejowa)
Sławieczna (biał. Славечна, ros. Словечно) – stacja kolejowa w miejscowości Sławieczna, w rejonie jelskim, w obwodzie homelskim, na Białorusi. Leży na linii Żłobin - Mozyrz - Korosteń. Jest to białoruska stacja graniczna na granicy z Ukrainą.
Przekracza tu granicę i ma postój w Sławiecznej pociąg relacji Kijów - Ryga.